# 姚菊泉
姚菊泉（1955年—），河南孟州人，汉族，中华人民共和国政治人物、第十一届全国人民代表大会河南地区代表。
毕业于河南大学中文专业，是中共党员。担任鹤壁日报总编辑。2008年起担任全国人大代表。
2008年，时任全国人大代表身份的姚菊泉批评中央电视台春节联欢晚会成为“不伦不类节目的大杂烩”，引起各界讨论。